# Gelsenwasser

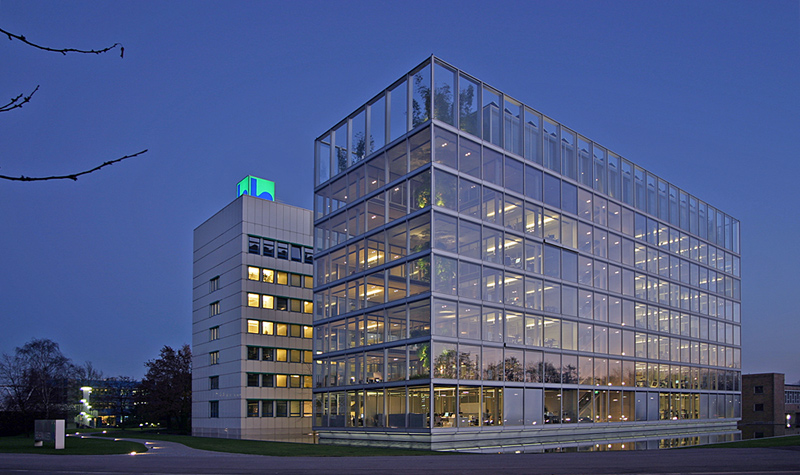
Hauptverwaltung der Gelsenwasser AG

Die Gelsenwasser AG ist ein börsennotiertes deutsches Infrastruktur- und Versorgungsunternehmen. Die Tätigkeitsbereiche umfassen neben der Wasser-, Gas- und Stromversorgung sowie der Abwasserentsorgung auch Dienstleistungen für Infrastruktur, erneuerbare Energien, digitale Netze und Quartierskonzepte.
Anteilseignerin ist zu 92,9 % die Wasser und Gas Westfalen GmbH, an der die Stadtwerke Bochum und die Dortmunder Stadtwerke zu jeweils 50 % beteiligt sind; 7,1 % sind im Streubesitz.

## Mitarbeiter
Der Gelsenwasser-Konzern beschäftigt 1.779 Mitarbeiter im betrieblichen Bereich und in der Verwaltung; davon sind durchschnittlich 60 Auszubildende in verschiedenen Ausbildungsberufen (Stand: Halbjahresbericht 2024).

## Geschichte

### Wasserversorgung in der Region
1887 als „Aktiengesellschaft Wasserwerk für das nördliche westfälische Kohlenrevier“ gegründet (seit 1976 Gelsenwasser AG), lag der Fokus damals auf der Trinkwassergewinnung und -versorgung. Der erste Sitz der Gesellschaft befand sich in Castrop. 1893 zog das Unternehmen nach Schalke, das seit 1903 zu Gelsenkirchen gehört.
Das Versorgungsgebiet dehnte sich teils schnell auf die umliegenden Städte und Kommunen aus. Das Trinkwasser wurde damals hauptsächlich aus der Ruhr gewonnen, die durch die zunehmende Wasserförderung immer stärker beansprucht wurde. Um die Nachfrage bedienen zu können, wurden daher Brunnen in geringem Abstand zum Ufer gebaut und teilweise ungefiltertes Flusswasser zur Streckung hinzugefügt. Diese Gewinnungsmethoden sowie ein extrem hoher Verunreinigungsgrad der Ruhr führten im Sommer 1901 zum Ausbruch einer Typhusepidemie, die sich insbesondere über den Stadt- und Landkreis Gelsenkirchen aber auch über Teile von Recklinghausen, Hattingen und Essen erstreckte. Offiziellen Angaben zufolge erkrankten während der Gelsenkirchener Typhusepidemie 3.231 Personen, von denen mehr als 200 starben. Für Gelsenwasser bedeutete dieses Ereignis eine jähe Unterbrechung der positiven Unternehmensentwicklung. Als Folge der Katastrophe gründete sich 1902 auf Anregung Robert Kochs der „Verein zur Bekämpfung von Volkskrankheiten im Ruhrkohlengebiet“ mit Beteiligung von Behörden, Bergbau-, Industrie- sowie Wasserversorgungsunternehmen. Darüber hinaus setzte man sich intensiv mit dem Wasser der Ruhr und seiner Verunreinigung auseinander. Striktere Regelungen zur Wassergewinnung wurden aufgestellt sowie Wasserwerke strenger überwacht.
Das Ereignis führte vor Augen, dass die Wassergewinnung an der Ruhr an ihre Grenzen stieß. Gelsenwasser griff daher eine Idee des schwedischen Wasserbauingenieurs Johan Gustaf Richert aus dem Jahr 1900 auf, mit der aus Oberflächenwasser künstlich Grundwasser erzeugt werden sollte. Das Wasser wird dabei in große, flache, mit Sand ausgekleidete Becken eingeleitet. Durch das langsame Versickern wird das Oberflächenwasser gereinigt und fließt dann mit dem Grundwasser zusammen zu den Gewinnungsbrunnen. Die Wasserwerke Steele und Witten wurden dahingehend ausgebaut und sogenannte Anreicherungsgräben, in denen das Flusswasser versickern konnte, angelegt.

### Gefragtes Gut: Wasser
In der ersten Hälfte des 20. Jahrhunderts stieg die Nachfrage nach Wasser weiter an. Daher suchte das Unternehmen nach Möglichkeiten zur vermehrten Wassergewinnung. 20 Jahre lang hatten die Werke Steele und Witten die Kommunen von Gelsenwasser versorgt und waren kontinuierlich erweitert worden. 1906 erwarb das Unternehmen schließlich das Wasserwerk der Stadt Unna. 1908 ging das neue Werk Haltern in Betrieb.
Das Halterner Wasserwerk bedeutete eine Entlastung für die Ruhrwasserwerke Steele, Witten und Unna. Mit ihm konnten nun Zechen- und Industrieanlagen sowie die Kommunen des nördlichen Ruhrgebiets versorgt werden. Durch die Filterwirkung der Halterner Sande hatte das Wasser eine besonders gute Qualität und schnitt in Gutachten besser ab, als das an der Ruhr gewonnene Uferfiltrat (Zu der Besonderheit der Halterner Sande siehe Abschnitt Wasserwerk Haltern). Aber auch mit diesem Werk konnte der Trinkwasserversorger die hohe Nachfrage nicht lange befriedigen.
Schon 1907 hatte Gelsenwasser daher ein Genehmigungsgesuch für das neue Werk in Horst formuliert, das mit einer Jahresleistung von 24 Millionen Kubikmetern die weitere Wasserversorgung sicherstellen sollte. 1910 konnte das neue Werk den Betrieb aufnehmen.
Während des Ersten Weltkriegs stieg der Wasserbedarf stark an. Die Rüstungsproduktion wurde massiv ausgedehnt und so förderte das Wasserwerk Haltern Anfang 1917 17 Prozent mehr Wasser als noch vor Kriegsbeginn. Personelle sowie materielle Engpässe stellten das Unternehmen jedoch vor große Herausforderungen. Darüber hinaus hatten massive Preissteigerungen zur Folge, dass die Selbstkosten des Unternehmens anstiegen. Grund für diese Preissteigerungen war die einsetzende Inflation. Gelsenwasser musste verzeichnen, dass die Einnahmen des Unternehmens in keinem Verhältnis zum Umfang der Wasserförderung mehr standen. In den folgenden Jahren verlangte daher das Unternehmen in immer kürzeren Abständen höhere Wasserpreise. Damit war Gelsenwasser nicht allein. Auch andere Versorgungsunternehmen mussten ihre Preise immer wieder anpassen und erhöhen.
Um die Lage nach der Weltwirtschaftskrise etwas zu entschärfen, setzten die Kommunen unter anderem auf die Erhöhung der Wasserpreise. Trotz prinzipieller Bedenken stimmte Gelsenwasser zu, die Preise zu erhöhen, bestand jedoch darauf, dass in den Wasserabrechnungen ersichtlich wurde, dass die Preiserhöhung nicht durch das Unternehmen erfolgt war. Zwar belastete die Weltwirtschaftskrise auch Gelsenwasser, Hinweise, dass es auch existentiell dadurch bedroht war, lassen sich allerdings nicht finden. So kam es auch nicht zu einer Unterbrechung der Arbeiten an der Stevertalsperre, mit deren Bau man 1927 begonnen hatte. Im Mai 1931 waren Nord- und Südbecken gefüllt und die Talsperre damit fertiggestellt. Bereits in den 1930er Jahren wurde deutlich, dass das Halterner Wasserwerk weiter wachsen musste.

### Der Zweite Weltkrieg
Am 30. Januar 1933 gelangte die 1920 gegründete Nationalsozialistische deutsche Arbeiterpartei (NSDAP) unter Adolf Hitler an die Macht. Schnell wurden entscheidende Positionen in den Kommunalverwaltungen mit Parteimitgliedern besetzt.
Die Aufrüstung ließ den Wasserbedarf von Bergbau und Industrie in die Höhe schnellen. Dies führte 1937 zu einem Rekordabsatz mit 137 Millionen Kubikmeter gefördertem Wasser. So wurden auch in dieser Zeit die Vertiefung der Stevertalsperre, der Neubau des Wasserwerks in Echthausen sowie die Erweiterung des Wasserwerks in Essen-Horst auf den Weg gebracht.
Am 17. Mai 1943 sprengten britische Bomber ein 77 Meter breites Loch in die Staumauer des Möhnesees. Die Flutwelle überschwemmte die Wassergewinnungsanlagen Gelsenwassers im östlichen Ruhrtal und riss mehr als 1.200 Menschen in den Tod. Die Wasserwerke Echthausen, Langschede, Fröndenberg und Witten, die durch die Flutwelle beschädigt worden waren, konnten sogar noch vor Kriegsende wieder in Betrieb genommen werden und wiesen bis dahin nur geringe Schäden auf.
Auch im übrigen Gebiet der Ruhr und an den dortigen Wasserwerken kam es während des Kriegs zu erheblichen Schäden. Bei Kriegsende waren zwei Drittel aller Wohnungs- und Produktionsanlagen zerstört. Rund 4.000 Rohrschäden und Wasserverluste bis zu 16 Prozent sowie etliche zerstörte Brücken, über die oft Wasserleitungen liefen, summierten die Kriegsschäden für Gelsenwasser auf rund 4,7 Millionen Reichsmark. An den Verwaltungsgebäuden, genauso wie in den Wasserwerken waren hingegen wenige Schäden zu verzeichnen.

### Neuanfänge nach dem Krieg
Nach Kriegsende traten schnell Versorgungsnöte in den Vordergrund. Im Frühjahr 1947 drohte die Wasserversorgung der Bevölkerung zusammenzubrechen. Vor dem Hintergrund der akuten Wassernot wurde ein Ausschuss der Ruhrwasserwerke gegründet. Dieser sollte Entscheidungen bezüglich der Wassernot fällen, die zugleich bei entscheidenden Sparmaßnahmen Belange der betroffenen Kreise berücksichtigten. Bis heute besteht der Ausschuss unter dem Namen Arbeitsgemeinschaft der Wasserwerke an der Ruhr (AWWR). Wie bereits das Frühjahr 1947 waren auch 1949 sowie 1952 niederschlagsarme Sommer. Sie zeigten erneut, wie knapp die Wasserreserven waren, um Industrie und Bevölkerung im Raum des Ruhrgebietes zu versorgen.
Die erste Hauptversammlung von Gelsenwasser nach dem Krieg fokussierte sich auf die Abberufung und Neuwahl des Aufsichtsrates. Fast alle Kommunalvertreter sowie Industrie- und Bergbauvertreter wurden ausgetauscht. Engelbert Raueiser, Bergbauvertreter der Zeche Ewald König-Ludwig, kehrte 1952 in den Aufsichtsrat zurück. Auch Hermann Winkhaus, Vertreter der Essener Steinkohlenbergwerke, war ab 1955 wieder Mitglied des Gremiums.
Das Ruhrgebiet festigte in den Wirtschaftswunderjahren seine Rolle als Energiezentrum und bedeutende Kohle- und Stahlregion. Gelsenwasser und andere Wasserversorger mussten mit einem weiteren Anstieg des Wasserverbrauchs rechnen. 1965 konnte die Biggetalsperre als größte Talsperre des Ruhrtalsperrenvereins mit 471 Millionen Kubikmeter Fassungsvermögen in Betrieb gehen. Neben der positiven wirtschaftlichen Entwicklung änderte sich zudem zum Ende der 50er und Anfang der 60er Jahre der Wasserverbrauch im privaten Haushalt. Durch moderne Bäder und Küchen sowie ein verändertes Hygieneverständnis stieg der Pro-Kopf-Verbrauch an. Lag der Wasserverbrauch 1961 noch bei 98 Litern pro Tag, waren es 1985 bereits 145 Liter. Mit der Einführung der Fünftagewoche ab 1967 war der Wassergebrauch zudem zum Wochenanfang besonders hoch. Darauf musste das Unternehmen ebenfalls reagieren und sicherstellen, dass zu den Spitzenzeiten ausreichend Wasser vorhanden war.
Ab Mitte der 50er Jahre kam es zu einem besonderen Phänomen: Schaumberge bildeten sich auf der Ruhr und in den Kläranlagen. Grund waren Tenside, die den Waschmitteln als waschaktive Substanzen zugesetzt wurden. Da vermehrt private Haushalte eine Waschmaschine besaßen, fanden sich schließlich bis zu einem Milligramm dieser Substanz in einem Liter Wasser. Ende 1964 trat daher das Detergentiengesetz in Kraft. Dieses gab vor, dass solche Substanzen zu mindestens 80 Prozent biologisch abbaubar sein sollten. Was die sichtbaren Folgen anging, zeigte das Gesetz auch Wirkung. Trotz alledem bereitete die starke Verschmutzung des Rohwassers den Wasserversorgern Schwierigkeiten. Auch der Vorstand von Gelsenwasser beklagte, dass die Wasserwerke mit der Verschmutzung nicht Schritt halten könnten. Größere Anlagen müssten entstehen, um das Rohwasser vorab zu reinigen. So entstanden nach und nach in den Wasserwerken Schnellfilteranlagen, die das Rohwasser reinigten, bevor es in die Filterbecken gelangte. Insbesondere in den 70er Jahren wurden zahlreiche Modernisierungen sowie Erweiterungen an den Ruhrwasserwerken durchgeführt. Diese dienten der Steigerung sowie Sicherung der Kapazitäten.

### Ab den 1970er Jahren: Neue Geschäftsfelder
Mit der Übernahme der Niederrheinischen Gas- und Wasserwerke GmbH (NGW, Sitz in Duisburg) stieg das Unternehmen 1973 zunächst in den wachsenden Energiemarkt mit ein und baute eine Erdgas-Sparte auf. Die Tochtergesellschaft VGW (Vereinigte Gas- und Wasserversorgung GmbH, Sitz Rheda-Wiedenbrück) erwarb 1977/78 Anteile an der Gasversorgung Westfalica GmbH, die ab den 1980er Jahren ebenfalls zu einer hundertprozentigen Tochter von Gelsenwasser wurde (seitdem Sitz Bad Oeynhausen). Den Einstieg in die Abwassersparte markierte die Beteiligung der NGW an der Prignitzer Energie- und Wasserversorgungsunternehmen GmbH (PVU) im Jahr 1991. Zwei Jahre später, 1993, erfolgte der Aufbau einer eigenen Sparte „Abwasser“: Gelsenwasser wurde Partner für Planung, Bau und Betrieb von Kanalisationsnetzen und Kläranlagen sowie Klärschlammentsorgung. 1994 gründete Gelsenwasser zusammen mit der VEW Umwelt GmbH die AWS Abwasser Systeme GmbH, spezialisiert auf industrielles und kommunales Wasser- und Abwassermanagement (seit 1999 eine 100%ige Gelsenwasser-Tochter). Das Abwassergeschäft stellt auch im Hinblick auf die Auslandsaktivitäten eine wichtige Säule des Unternehmens dar.
2008 stieg Gelsenwasser in die Stromversorgung ein. Mit den Stadtwerken Bochum wurde die gemeinsame Tochtergesellschaft Energiehoch3 als reines Online-Vertriebsunternehmen gegründet. Die Netzgesellschaft Gelsenwasser Energienetze GmbH (GWN) betreibt seit 2014 das Stromnetz in der niedersächsischen Gemeinde Stolzenau und übernimmt sukzessive die Betriebsführung für die Stromnetze der Münsterland Netzgesellschaft (MNG) in acht Kommunen des Münsterlands.

### Kooperationen in den östlichen Bundesländern
Schon zu Beginn der 90er Jahre nahm Gelsenwasser Kontakt zu Versorgungsunternehmen in den neuen Bundesländern auf. NGW erwarb seit Mitte der 90er Jahre auch Beteiligungen an osteuropäischen Versorgungsunternehmen. Nach der Wiedervereinigung 1990 erforderte die Lage der ostdeutschen Wasserwirtschaft schnelle Sanierungskonzepte. Erste Gelsenwasser-Aktivitäten entstanden durch teilweise bereits jahrelange Verbindungen von Fachkollegen oder auch über die Städtepartnerschaften der Kommunen. Man übernahm zum einen kaufmännische, organisatorische und rechtliche Hilfestellungen und zum anderen half man durch technische Zusammenarbeit aus. Dazu gehörten Schulungen zu neuen Geräten, Materialien, Vorschriften und Normen sowie Gründungen von Tief- und Rohrleitungsbaufirmen. Zudem gründete Gelsenwasser neue Partnerschaften im Osten. Neben der PVU mit Sitz in Brandenburg folgten Beteiligungen an zahlreichen Stadtwerken mit 49 % (50 % Stadt und 1 % jeweilige Stadtwerke). 2013 kam dann der Erwerb von 94 % der Anteile an der Betreibergesellschaft des Chemieparks Bitterfeld-Wolfen hinzu (nähere Erläuterung s. „Weitere Geschäftsfelder“).
Mit den Beteiligungsgesellschaften hat sich Gelsenwasser vom Wasserversorger hin zum vielseitigen Anbieter von Versorgungsdienstleistungen aus dem Wasser-, Abwasser-, Energie- und Wärmemarkt entwickelt.

## Aktivitäten

### Wasser
Trinkwassergewinnung und -verteilung gehören zu den Kernaufgaben von Gelsenwasser. Übergeordnete Ziele sind die langfristige Qualitätssicherung des Trinkwassers und die Versorgungssicherheit. Täglich werden Trinkwasserproben in den Werken und im Netz genommen und von zertifizierten Laboren untersucht. Die Transparenz ist dabei besonders wichtig: So geht Gelsenwasser über die gesetzlich vorgeschriebenen Veröffentlichungen nach Trinkwasseranalysen freiwillig weit hinaus und veröffentlicht seit 2013 im Rahmen einer „Qualitätsoffensive Trinkwasser“ proaktiv alle im Trinkwasser mit modernsten Analysemethoden nachgewiesenen Stoffe mit Erläuterungen auf der Unternehmens-Homepage.
Für Erneuerungen und Ausbaumaßnahmen im Wassernetz werden jährlich rd. 23 Millionen Euro investiert. Ziele sind die Minimierung von Rohrschäden und Versorgungsunterbrechungen, die Reduzierung von Wasserverlusten und die allgemeine Verbesserung der Versorgungsqualität (Druck, Menge, Wasserqualität, Verfügbarkeit). Insgesamt beträgt die Rohrnetzlänge der Gelsenwasser im Wasserbereich rund 6.000 km, zusammen mit den betriebsgeführten Netzen für Partnergesellschaften über 8.300 km. Die Wasserabgabe des Gelsenwasser-Konzerns betrug 2024 106,9 Mio. m³.

#### Wasserwerk Haltern

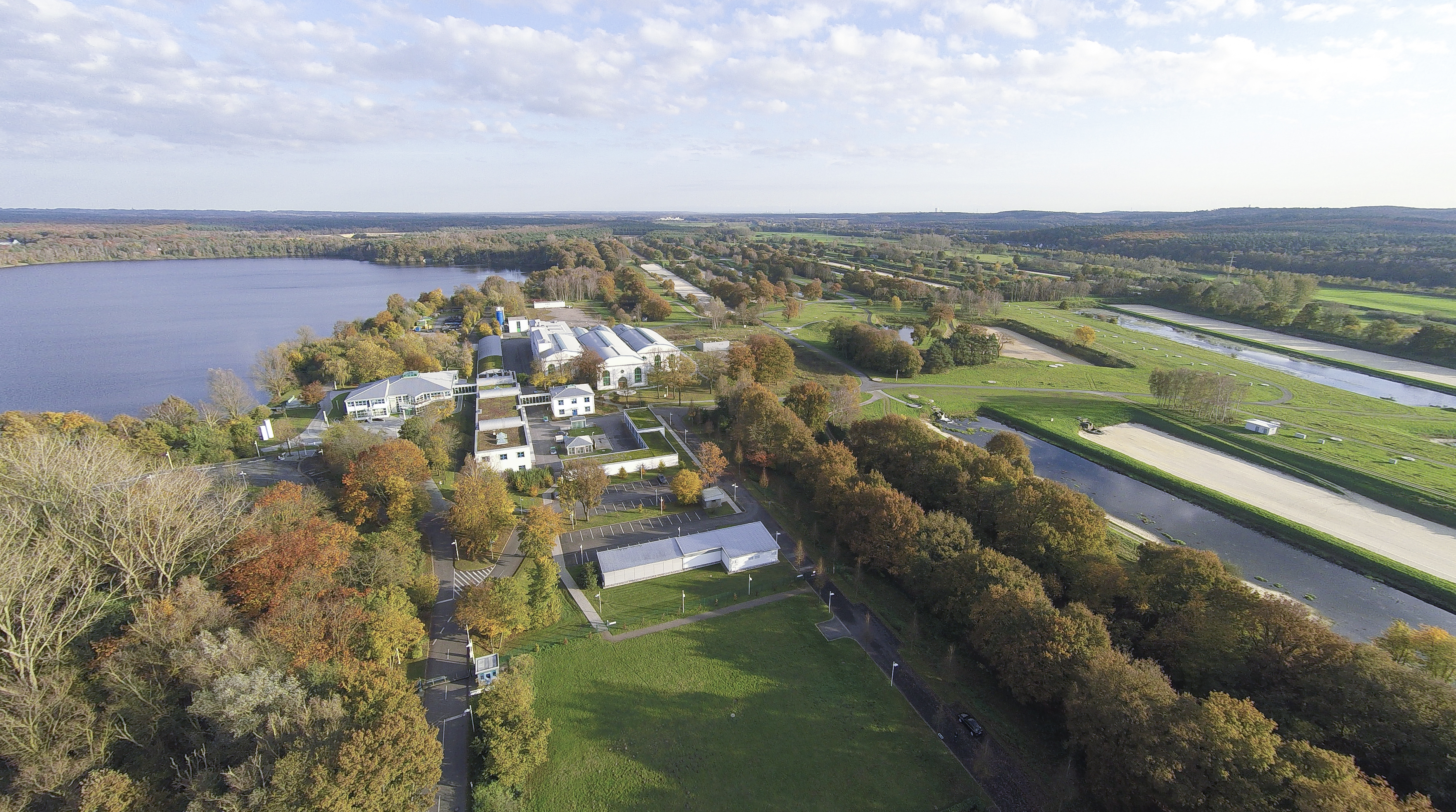
Luftaufnahme Wasserwerk Haltern

Das Wasserwerk Haltern ist für Gelsenwasser von besonderer Bedeutung. Nicht nur, weil es das einzige volleigentümliche Wasserwerk, sondern auch weil es eines der größten seiner Art in Europa ist. Durch die mehrere hundert Meter tiefen Schichten der Halterner Sande und die Speisung aus den eigenen Stauseen Haltern und Hullern ist eine besonders umweltnahe, ressourcenschonende und nachhaltige Trinkwassergewinnung möglich.
Mit jährlich rund 100.000.000 Kubikmetern gewonnenem Trinkwasser und einer Million versorgten Menschen sowie Industrie stellt das Wasserwerk Haltern die hauptsächliche Gewinnungsanlage für Gelsenwasser dar. Durch die beiden Stauseen Haltern und Hullern fließen jedes Jahr um die 240 Millionen Liter Wasser. Das Oberflächenwasser aus den Stauseen wird auf dem Wasserwerksgelände in eines der dort angelegten 26 Versickerungsbecken geleitet und in einer Bodenpassage von rund sechs Wochen durch die Halterner Sande versickert. So reichert es das natürliche Grundwasser in den tieferen Bodenschichten an. Mithilfe von 232 Brunnen wird das angereicherte Grundwasser wieder an die Oberfläche gefördert, teilweise zur Ent-Manganung durch eine Druckfilteranlage geleitet und in zwei Behältern gespeichert. Von dort aus wird das bereits kontrollierte Wasser mithilfe von Pumpen in das Rohrnetz geleitet und an die Kunden verteilt.
Um die Wasserqualität zu sichern, werden innerhalb des Wasserwerks jährlich bis zu 40.000 Analysen des Grund- und Trinkwassers durchgeführt. Das Oberflächenwasser wird ca. 60.000 Mal pro Jahr überprüft und auch im Rohrnetz gibt es bis zu 10.000 Trinkwasserkontrollen. Diese Analysen erfolgen durch das Labor der Westfälischen Wasser- und Umweltanalytik (WWU) und das Hygiene-Institut des Ruhrgebiets in Gelsenkirchen.

#### Wasserwerke an der Ruhr
Zusammen mit den jeweiligen Partnern betreibt Gelsenwasser zahlreiche Wasserwerke an der Ruhr. Der Fluss wird wesentlich aus den Talsperren des Ruhrverbands im Sauerland gespeist. Das Flusswasser wird auf den Wasserwerksgeländen versickert, reichert das natürliche Grundwasser an, wird dann gefördert und weiter aufbereitet. Im Rahmen eines mehrjährigen Projekts mit einem Investitionsvolumen von rd. 140 Mio. € wurden bzw. werden diese Werke mit neuen Aufbereitungsstufen ertüchtigt. Diese weitergehende Aufbereitung ist bereits in Essen, Witten und Echthausen in Betrieb, die Anlage in Westhofen soll Anfang 2021 in Betrieb gehen, in Hengsen hat die Baumaßnahme begonnen und abschließend soll 2024 die Anlage in Halingen fertiggestellt sein.
Zu den Wasserwerken Westfalen (WWW), die zu jeweils 50 % Gelsenwasser und der DEW21 Dortmunder Energie- und Wasserversorgung GmbH gehören, zählen die Wasserwerke Witten, Westhofen, Villigst, Hengsen, Halingen und Echthausen.
Gemeinsam mit der Stadtwerken Essen ist Gelsenwasser (beide mit 50 %) Eigentümerin der Wassergewinnung Essen GmbH (WGE). Deren Verbundwasserwerk im Essener Ruhrtal versorgt rd. eine Million Menschen mit Trinkwasser.

### Abwasser
Im Abwasserbereich ist Gelsenwasser an mehreren Partnergesellschaften in fünf Bundesländern beteiligt. Dazu gehören der Betrieb kommunaler Kläranlagen, Schlammentwässerungs- und -verwertungsanlagen sowie Misch- und Regenwasserbehandlungsanlagen, die Bewirtschaftung von Kanalnetzen, die Abwasserableitung, die Verwaltung von Hausanschlüssen oder auch Abwasserbehandlung im Allgemeinen. Zwischen den verschiedenen Abwassergesellschaften der Gelsenwasser-Gruppe besteht ein intensives Netzwerk, das die individuelle Anpassung der Lösungen an die jeweiligen Kundenbedürfnisse optimiert. Zu den Partnern im Abwasserbereich zählen hanseWasser Bremen, die Stadtentwässerung Dresden GmbH, die Technischen Werke Emmerich GmbH (TWE) sowie die Abwassergesellschaft Gelsenkirchen mbH / Gelsenkanal (AGG Gelsenkanal).
Spezialist für industrielle Abwasser- und Betriebswasserlösungen ist die 100%-Tochter AWS. Sie betreibt seit 2019 auch die Gemeinschaftskläranlage in Schkopau, in der die Abwässer des dortigen Industrieparks und des Abwasserzweckverbands Merseburg gemeinsam aufbereitet werden.
Ein weiteres Feld der Abwassersparte stellen die Klärschlammverbrennung und -verwertung in der gemeinsamen Umsetzung mit Partnergesellschaften dar. Bereits in Bau ist eine Klärschlammverbrennungsanlage der KSR GmbH im Chemiepark Bitterfeld-Wolfen, in Planung das Projekt KENOW mit einer weiteren Anlage in Bremen. Diese Anlagen dienen zukünftig auch der ab 2029 gesetzlich vorgeschriebenen Phosphor-Rückgewinnung im Rahmen der Klärschlammverbrennung. Das Verfahren zur Rückgewinnung wurde bereits Anfang 2019 mit dem vom Bundesministerium für Bildung und Forschung geförderten Projekt „PhorMi“ getestet. Dabei wurde die wirtschaftliche sowie technische Umsetzbarkeit der Phosphor-Rückgewinnung aus den Klärschlammen unter Anwendung des Ash2®Phos-Verfahrens überprüft.

### Energie
In das Energiegeschäft stieg die Gelsenwasser AG 1973 (Gas) und 2008 (Strom) ein. Die beiden Bereiche stellen neben der Wasser- und Abwassersparte zwei weitere wichtige Säulen des Unternehmens dar. Gelsenwasser vertreibt dabei über ihre Tochtergesellschaften sowie die eigene Marke Erenja Ökostrom, Erdgas und Öko-Heizstrom. Daneben werden noch andere Energieleistungen angeboten, beispielsweise Energiepakete mit Photovoltaik oder Wärmecontracting sowie z. B. Angebote für E-Mobilität mit Ladestrom.
Während die NGW GmbH  die Niederrhein-Region versorgt, ist die Gelsenwasser-Marke Erenja  für Ruhrgebiet und Münsterland, die Westfalica für Ostwestfalen und die VGW für das südliche Ostwestfalen zuständig.
Durch die 2017 aufgenommene Beschaffungskooperation mit einer Verbundgesellschaft aus Nordrhein-Westfalen und Niedersachsen ansässigen Stadtwerken (EHW mbH) intensivierte Gelsenwasser den Energiehandel deutlich. So betrug der Gasabsatz 2024 27,6 TWh und der Stromabsatz 2,6 TWh.

#### Erneuerbare Energien
Gelsenwasser plant und setzt sowohl Wind- als auch Photovoltaik-Projekte um, ebenso Blockheizkraftwerk-Lösungen für Industriekunden, Mieterprojekte und kommunale Gebäude. Bei der Planung kommunaler Energiekonzepte/Quartierskonzepte werden die verschiedenen Lösungen individuell zusammengeführt.

#### Netze
Die Tochtergesellschaft Gelsenwasser Energienetze (GWN) ist auf den Betrieb leitungsgebundener Infrastruktur in den Bereichen Strom, Gas, Wasser, Wärme und Straßenbeleuchtung in über 50 Städten spezialisiert. Insgesamt betreibt GWN 5.500 km Gasnetz, 1.000 km Wassernetz und 200 km Stromnetz. Zu den Aufgaben im Netzbereich zählen Netzausbau und Anschluss, Versorgung, Serviceleistungen, Netzwartung und -erneuerung. Das Tätigkeitsgebiet der GWN umfasst das Münsterland, den Niederrhein, Süd- und Ostwestfalen sowie das angrenzende Niedersachsen.

### Weitere Geschäftsfelder
Gelsenwasser erschließt seit Jahrzehnten kontinuierlich neue Geschäftsfelder und erweitert das Leistungsportfolio, um nachhaltig erfolgreich zu sein und Kunden und Partnern maßgeschneiderte Lösungen aus einer Hand anbieten zu können. So kamen im Laufe der Jahre unter anderem Chemiepark-Management, Klärschlammnutzung, Erneuerbare Energien, Digitale Netze oder auch Quartierskonzepte unter Verzahnung vieler dieser Themen dazu.

#### Digitales
Ende 2017 erwarb Gelsenwasser 25,1 % der Anteile an der Gelsen-Net Kommunikationsgesellschaft mbH. Gelsen-Net liefert umfassende IT-Lösungen in den Bereichen Telefonie, Internet, Standortvernetzungen, Telefonanlagen und Cloud-Dienste sowie mehrere hundert Kilometer an Glasfasernetzen in mehreren Städten. Aktuell läuft der Ausbau des Breitbandnetzes in Herten, Recklinghausen und Castrop-Rauxel. Eine weitere Zukunftsperspektive ist die verstärkte kooperative Arbeit bei Themen wie der „vernetzten Stadt“. Dabei arbeitet Gelsenwasser auch mit der Urban Institute-Unternehmensgruppe (UI) zusammen. Die ersten digitalen Wasserzähler bringt Gelsenwasser gemeinsam mit Kamstrup A/S und der Physec GmbH 2022 auf den deutschen Markt.
Ende 2022 erwarb die Gelsenwasser AG weitere 25 % der Anteile an der Gelsen-Net Kommunikationsgesellschaft mbH und wurde somit mit 50,1 % der Anteile in ihrem Besitz zum Hauptaktionär dieser.

#### Chemieparkmanagement
Seit 2013 ist der Chemiepark Bitterfeld-Wolfen eine vollkonsolidierte Tochtergesellschaft der GELSENWASSER AG. Gelsenwasser betreibt dort das Chemiepark-Management auf einem der größten Areale für Chemie- und Pharmaunternehmen im mitteldeutschen Chemiedreieck. Der Chemiepark weist eine 1.200 Hektar große Fläche mit gut ausgebauter Infrastruktur, erschlossenen Industrieflächen sowie einem Netzwerk innovativer Unternehmen auf. Über 300 Unternehmen, wie beispielsweise Bayer oder Evonik, sind am Standort niedergelassen, davon ca. 60 produzierende Firmen. Insgesamt werden rund 11.000 Arbeitnehmer beschäftigt.
So ist dort derweil eine Klärschlammverbrennungsanlage im Bau, die Phosphor aus Klärschlammaschen voraussichtlich im Sommer 2021 ihren Betrieb aufnehmen wird. Dann sollen geschätzt 260.000 Tonnen entwässerter Klärschlamm pro Jahr verwertet werden (S. 4.).
2021 wurde dann zusammen mit Swiss Life Asset Managers der auf die Pharmabranche spezialisierte Standortbetreiber Infrareal übernommen, dem unter anderem zwei der drei Werkteile der Marburger Behringwerke mit 6.000 Mitarbeitern am Standort sowie der Pharmapark Jena gehören.

#### EnerPrax
Mit dem Forschungsprojekt „EnerPrax“, das in Kooperation mit der FH Münster durchgeführt wird, wurden unterschiedliche Speichermöglichkeiten und deren optimaler Einsatz für erneuerbar erzeugte Energie in Saerbeck (Münsterland) untersucht.
GENREO: Die 2012 gegründete Gesellschaft zur Nutzung Regenerativer Energie in Olfen (GENREO) ist eine Kooperation der Stadt Olfen (Münsterland) mit Gelsenwasser. Das Ziel ist es mit ihr eine ausschließlich nachhaltige und effiziente Energieversorgung der Kommune ausbauen zu können: Windenergie, Biogas und regionale Speicherung.

#### Lausitz
Eine Kooperationsvereinbarung mit der ASG Spremberg GmbH zur Bündelung von wasserwirtschaftlichem Know-how in der Kohleausstiegsregion; Sicherung der Trink- und Brauchwasserversorgung sowie die Grundwassersanierung im Industriepark „Schwarze Pumpe“.

#### Quartierskonzepte
Ziel ist die nachhaltige Gestaltung ganzer Stadtteile durch eine Vernetzung des Know-hows aus den Bereichen Erneuerbare Energien, Arealnetze, Digitales, Ladeinfrastrukturen für E-Mobilität etc. Beispiel: Quartier als Klimaschutzsiedlung der Stadt Hünxe (Niederrhein). Es entstehen rund 40 Wohneinheiten, eine Schule, eine Feuerwehr und ein Vereinsheim. Dieses Quartier erhält eine Kombination aus Blockheizkraftwerk, Photovoltaik auf den Dächern, dazugehörigen Energiespeichern und kaltem Nahwärmenetz mit oberflächennaher Geothermie.

### Zertifizierungen
Das Unternehmen, die Konzern-Tochtergesellschaften und zahlreiche Beteiligungen unterziehen sich regelmäßig umfangreichen Zertifizierungen nach DIN EN ISO 9001 (Organisation), TSM (technische Sicherheit), DIN EN ISO 27001 (Informationssicherheit), ASM BG ETEM (Arbeitssicherheit) und sind entsprechend dem europäischen Umweltstandard EMAS zertifiziert.

### Gelsenwasser-Stiftung und soziales Engagement
Die Gelssenwasser-Stiftung ist seit 2016 das Instrument des Unternehmens für soziales Engagement. Zentrales Ziel ist die Förderung gemeinnütziger Projekte im Tätigkeitsbereich der Gelsenwasser. Hier liegt der Fokus unter anderem auf der Förderung von Jugendhilfe und Bildung, um Kindern und Jugendlichen einen fairen Start ins Leben zu ermöglichen und ihre Persönlichkeit zu fördern. Dazu zählen Programme wie „Von klein auf Bildung“, „Tausche Bildung für Wohnen“ sowie die Unterstützung der Projekte „BackUp!“ in Haltern am See, „Joblinge“ in Gelsenkirchen oder auch die Unterstützung des Städtischen Instituts für erzieherische Hilfen (SIEH) in Dortmund. Daneben werden Kunst und Kultur zur Sicherung der kulturellen Infrastruktur gefördert sowie gemeinnützige Projekte in den Themenfeldern Umwelt, Entwicklung, Wissenschaft, Forschung und Infrastruktur unterstützt.
Darüber hinaus engagiert Gelsenwasser sich in diesem Bereich auch international. Die Stiftung kooperiert mit verschiedenen SOS-Kinderdörfern und dem gemeinnützigen Verein Viva con Agua in mehreren Entwicklungsländern mit dem Ziel einer besseren und dauerhaften Trinkwasser- und sanitären Versorgung.

## Unternehmensbeteiligungen
- Abwassergesellschaft Gelsenkirchen mbH, Gelsenkirchen
- AWS GmbH, Gelsenkirchen

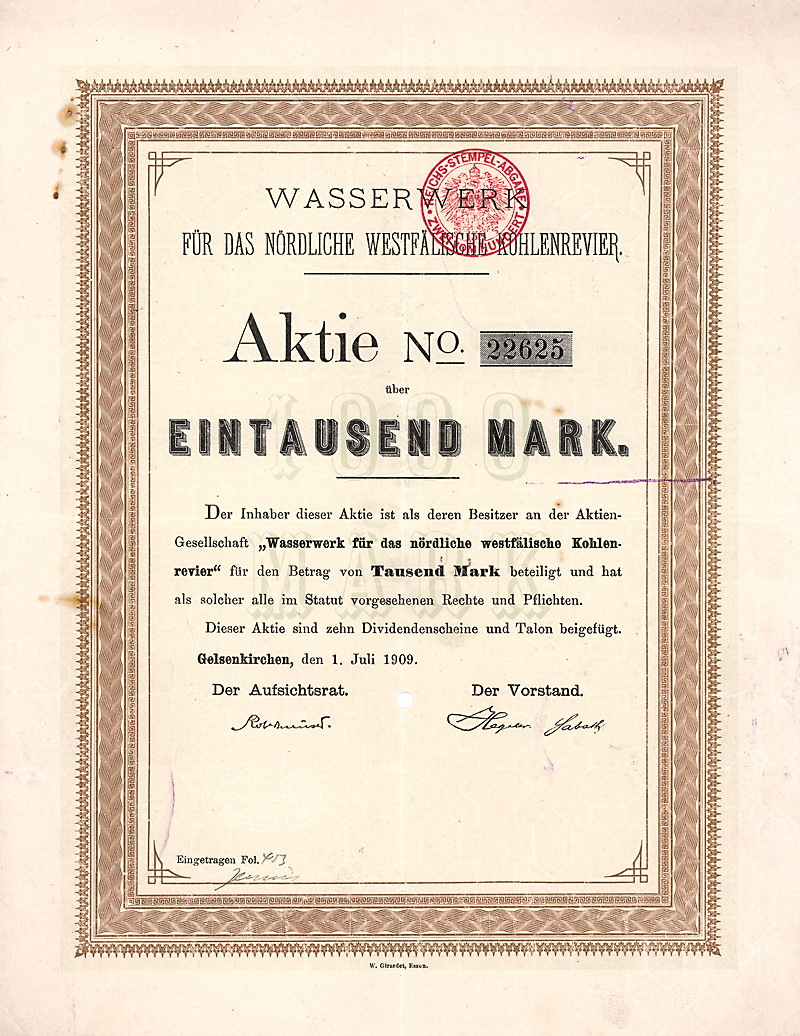
Aktie über 1000 Mark der AG Wasserwerk für das nördliche westfälische Kohlenrevier vom 1. Juli 1909

- Bodenmanagement Rhein-Herne GmbH, Herne
- Brauco Rohr- und Umweltservice GmbH & Co. Dienstleistungen KG, Berlin
- Brauco Rohr- und Umweltservice Ruhr GmbH, Bochum
- Chemiepark Bitterfeld-Wolfen GmbH, Bitterfeld-Wolfen
- eBZ GmbH, Bielefeld
- energiehoch3 GmbH, Hamburg
- Energiepark Styrumer Ruhrbogen GmbH, Mülheim an der Ruhr
- ENNI Energie & Umwelt Niederrhein GmbH, Moers
- Erenja AG & Co. KG, Gelsenkirchen
- Gas- und Wasserversorgung Höxter GmbH, Höxter
- Gasnetz Bad Oeynhausen GmbH & Co. KG, Bad Oeynhausen
- Gasnetz Löhne GmbH & Co. KG, Löhne
- GELSEN-NET Kommunikationsgesellschaft mbH, Gelsenkirchen
- GELSENWASSER Industrieservice Schkopau GmbH, Schkopau
- GELSENWASSER-Stiftung gGmbH, Gelsenkirchen
- Gemeindewerke Finnentrop GmbH, Finnentrop
- Gemeindewerke Hünxe GmbH, Hünxe
- Gemeindewerke Schermbeck GmbH & Co. KG, Schermbeck
- GENREO – Gesellschaft zur Nutzung regenerativer Energien in Olfen mbH, Olfen
- GKW-Gemeinschaftsklärwerk Bitterfeld-Wolfen GmbH, Bitterfeld-Wolfen
- GSW Wasser-plus GmbH, Kamen
- GWM – Gesellschaft zur Weiterverwendung von Mineralstoffen mbH, Kamen
- H & W Tiefbau GmbH & Co. KG, Stadtlohn
- H&G Energie GmbH & Co. KG, Haltern am See
- hanseWasser Bremen GmbH, Bremen
- Hansewasser Ver- und Entsorgungs-GmbH, Bremen
- hertenwasser GmbH, Herten
- Infrareal Holding GmbH & Co. KG, Marburg
- INSTAL WARSZAWA S.A., Warszawa, Polen
- KGE – Kommunale Gasspeichergesellschaft Epe mbH & Co. KG, Gronau (Westf.)
- Klärschlammrecyclinggesellschaft Niederrhein mbH, Emmerich am Rhein
- Kompetenzzentrum Digitale Wasserwirtschaft gemeinnützige GmbH
- KSR Klärschlammrecycling Bitterfeld-Wolfen GmbH
- MN Münsterland Netzgesellschaft mbH & Co. KG, Lüdinghausen
- Netzgesellschaft Erwitte mbH & Co. KG, Erwitte
- Netzgesellschaft Espelkamp mbH & Co. KG, Espelkamp
- Netzgesellschaft Rehburg-Loccum mbH & Co. KG, Rehburg-Loccum
- NiersGasNetze GmbH & Co. KG, Kevelaer
- NSG Netzservicegesellschaft Niederrhein mbH, Wesel
- PD energy GmbH, Bitterfeld-Wolfen
- PHYSEC GmbH, Bochum
- Przedsiębiorstwo Wodociągów i Kanalizacji w Głogowie sp. z o.o., Głogów, Polen
- PVU Prignitzer Energie- u. Wasserversorgungsunternehmen GmbH, Perleberg
- realeasy GmbH, Bochum
- Schroers GmbH, Ingenieurgesellschaft des Vermessungswesens, Kamp-Lintfort
- Stadtentwässerung Dresden GmbH, Dresden
- Städtische Werke Magdeburg GmbH & Co. KG, Magdeburg
- Stadtwerke – Altmärkische Gas-, Wasser- und Elektrizitätswerke GmbH Stendal, Stendal
- Stadtwerke Castrop-Rauxel GmbH, Castrop-Rauxel
- Stadtwerke Delitzsch GmbH, Delitzsch
- Stadtwerke Eilenburg GmbH, Eilenburg
- Stadtwerke Geseke GmbH, Geseke
- Stadtwerke Haltern am See GmbH, Haltern am See
- Stadtwerke Holzminden GmbH, Holzminden
- Stadtwerke Recklinghausen GmbH, Recklinghausen
- Stadtwerke Zehdenick GmbH, Zehdenick
- Stadtwerke Burg GmbH, Burg (Spreewald)
- Stadtwerke Göttingen AG, Göttingen
- Stadtwerke Kaarst GmbH, Kaarst
- Stadtwerke Kalkar GmbH & Co. KG, Kalkar
- Stadtwerke Voerde GmbH, Voerde
- Stadtwerke Weißenfels GmbH, Weißenfels
- Stadtwerke Wesel GmbH, Wesel
- Stadtwerke Zeitz GmbH, Zeitz
- Technische Werke Emmerich am Rhein GmbH, Emmerich am Rhein
- Trianel Gasspeicher Epe GmbH & Co. KG, Aachen
- UnnaWasser & Mehr GmbH, Unna
- Wassergewinnung Essen GmbH, Essen
- Wasserversorgung Verl GmbH & Co. KG, Verl
- Wasserversorgung Herne GmbH & Co. KG, Herne
- Wasserwerk Mühlgrund GmbH & Co. KG, Verl
- Wasserwerke Westfalen GmbH, Dortmund
- Westfälische Wasser- und Umweltanalytik GmbH, Gelsenkirchen
- WMR Wasserbeschaffung und Energieerzeugung Mittlere Ruhr GmbH, Bochum

## Kritik
Die Gelsenwasserenergienetze GmbH wurde von verschiedenen Organisationen in einer Kampagne für ihre Mitgliedschaft im Verein Zukunft Gas e. V. kritisiert. Zu den Organisationen gehörten unter anderem das Umweltinstitut München, Greenpeace und Lobbycontrol, aber auch lokale Organisationen wie Fridays for Future Bochum und Parents for future Dortmund. Die Mitgliedschaft in dem Verein wurde vor dem Hintergrund der Lobbyaktivitäten des Vereins Zukunft Gas e. V. und einer Studie von Lobbycontrol problematisiert.